# Georg Hoffmann (Ornithologe)

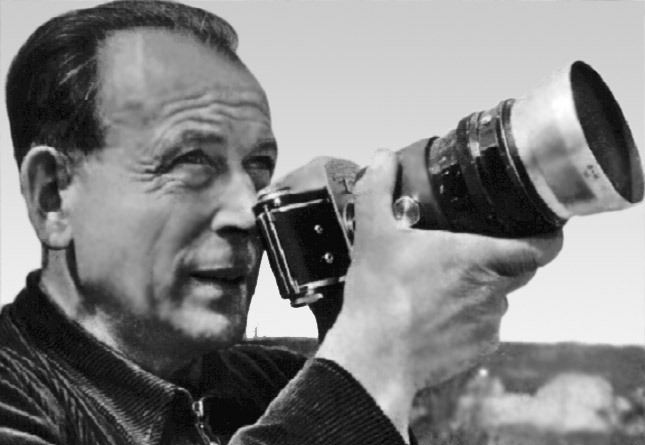
Georg Hoffmann

Georg Hoffmann (* 29. Oktober 1900 in Deutsch-Eylau; † 4. Februar 1963 in Syke) war Ornithologe, Naturfotograf und Schriftsteller, der zunächst über die Vogelwelt in Westpreußen, nach dem Krieg in Niedersachsen arbeitete.

## Leben
Georg Hoffmann wurde 1900 in Deutsch-Eylau (Westpreußen, ab 1920 Ostpreußen, heute: Iława) geboren. Schon früh beschäftigte er sich mit der heimischen Tier- und Pflanzenwelt, wurde ein begeisterter Naturfotograf und rettete in seinen Büchern etwas vom landschaftlichen Reiz seiner Heimat in die Gegenwart.
Der Beruf des Lehrers führte ihn zunächst an das Kurische Haff nördlich von Königsberg und später in den Kreis Rastenburg. Hier lebte er in der Nachbarschaft des Naturforschers und Schriftstellers Walter von Sanden-Guja und begann mit ihm eine lebenslange enge Freundschaft.
Hoffmann widmete sich hier besonders dem Verhalten und der Brutbiologie des Kranichs. 1934 konnte er seinem Wunsch entsprechend nach Rosenberg im damaligen Westpreußen umsiedeln. Er kehrte damit zurück an die Beobachtungsstätten seiner Jugendjahre, an den rund 30 km langen Geserichsee und das große Waldgebiet an dessen Westufer. Mit Unterstützung seiner Frau arbeitete er insbesondere an zwei der zahlreichen Seen in diesem Wald, dem Gaudensee (Gaudy) und später dem Tromnitzsee (jez. Czervica), betreute aber auch die Graureiher-Kolonie am Geserich-See und die Brutplätze der Schwarzstörche und Adler. Im Mittelpunkt seiner Arbeit standen Verhaltensbeobachtungen und Dokumentationen zum Graureiher, zum damals seltenen Kormoran, zum Fischadler, Schreiadler und Schelladler. Außerdem arbeitete er als Beringer in oft lebensgefährlichen Situationen für die Vogelwarte Rossitten.
Wie sehr Hoffmann der Ornithologie und Natur verbunden war, zeigen auch seine Aufzeichnungen aus der Gefangenschaft im und nach dem Zweiten Weltkrieg: Er machte auch im Lager regelmäßige Aufzeichnungen über vogelkundliche Beobachtungen. Aus seiner ornithologischen Arbeit und insbesondere den damit verbundenen Erlebnissen entstanden zwei Bücher, die 1936 und 1941 erschienen. Er bewies damit ein Erzähltalent, das Spannung mit Genauigkeit der Darstellung verband. Von erstaunlich hoher Qualität für die damalige Zeit waren seine Fotos. Sie entstanden zum großen Teil aus Verstecken, die er für die Beobachtungen zur Brutbiologie in den Sumpf baute oder in hohen Bäumen befestigte. Das erforderte oft ein Waten in kaltem, bauchtiefem Wasser, das Erklettern hoher Kiefern und stundenlange Ansitze in schwindelnder Höhe an vielen Tagen – mit Unterstützung seiner Frau und neben dem eigentlichen Beruf. 1942 wurde er in den Forschungskreis der Universität Königsberg, in die Nikolaus-Kopernikus-Gesellschaft Danzig und in den Marienburger Dichterkreis berufen.
Nach dem Krieg und damit verbundenen Schicksalsschlägen zog Hoffmann mit seiner Familie nach Syke im Landkreis Diepholz. Er intensivierte die naturkundliche Arbeit, veröffentlichte viele Beiträge in Fachzeitschriften und wurde der breiten Öffentlichkeit durch seine rund 250 Schulfunksendungen bei Radio Bremen und durch seine bestechenden Lichtbildervorträge bekannt.
Die Stadt Syke ehrte das Wirken Hoffmanns, indem sie 1982 eine Straße nach ihm benannte.

## Bibliographie
Bücher
- Rund um den Kranich. Hohenlohe’sche Buchhandlung, Öhringen 1936
- Ein See im Walde. Hohenlohe’sche Buchhandlung, Öhringen 1941
- Der See der Adler. Rau, Öhringen 1954
- Im schönsten Wiesengrunde. (unveröffentlicht)

Beiträge in Fachzeitschriften
- Hoffmann, Georg: Der Schelladler. Aus der Heimat, 45. Jahrgang, Naturwissenschaftliche Monatsschrift, 1932 Öhringen
- Hoffmann, Georg: Der Fischadler. Aus der Heimat, 45. Jahrgang, Naturwissenschaftliche Monatsschrift, 1932 Öhringen
- Hoffmann, Georg: Am Horst des Schwarzen Storches. Aus der Heimat, 46. Jahrgang, Naturwissenschaftliche Monatsschrift des Deutschen Lehrervereins für Naturkunde e.V. Stuttgart., 1933 Öhringen
- Hoffmann, Georg: Vogelleben auf dem Karraschsee. Aus der Heimat, 47. Jahrgang, Naturwissenschaftliche Monatsschrift des Deutschen Lehrervereins für Naturkunde e.V. Stuttgart., 1934 Öhringen
- Hoffmann, Georg: Der Uhu und die Waldohreule. Aus der Heimat, 48. Jahrgang, Naturwissenschaftliche Monatsschrift des Deutschen Naturkundevereins e.V.Stuttgart., 1935 Öhringen
- Weitere Beiträge in Fachzeitschriften unter Weblinks www.agon-schwerte...

Schulfunksendungen  („Georg Hoffmann erzählt“, Radio Bremen)
- Schmetterlingsnamen
- Käfernamen